# Arroyo Cuñapirú
El arroyo Cuñapirú (en guaraní: mujer flaca) es un curso de agua uruguayo que atraviesa el departamento de Rivera, perteneciente a la cuenca hidrográfica del Río Uruguay.
Nace en la cuchilla Negra, cerca del límite con Brasil y desemboca en el río Tacuarembó tras recorrer alrededor de 59 km.
Sus principales afluentes son el Arroyo Corrales, el Arroyo Mangueras  y el Arroyo de los Médanos. En su recorrido tiene varios puentes: Paso de Castro, Paso de Serpa, Paso de la Calera y Ruinas del Cuñapirú.